# Bustillo del Páramo
Bustillo del Páramo (leóni nyelven Bustiellu del Páramu) település Spanyolországban, León tartományban. Lakosainak száma 1057 fő (2024).

## Földrajza
Bustillo del Páramo Santa Marina del Rey, Villadangos del Páramo, Chozas de Abajo, San Pedro Bercianos, Urdiales del Páramo, Villazala, Villarejo de Órbigo és Hospital de Órbigo községekkel határos.

## Népesség
A település lakosságának változását az alábbi diagram mutatja:
| Lakosok száma | 1816 | 1668 | 1539 | 1474 | 1410 | 1350 | 1235 | 1165 | 1094 | 1057 |
|               | 2001 | 2004 | 2007 | 2009 | 2012 | 2014 | 2017 | 2019 | 2022 | 2024 |